# Wielka Syria

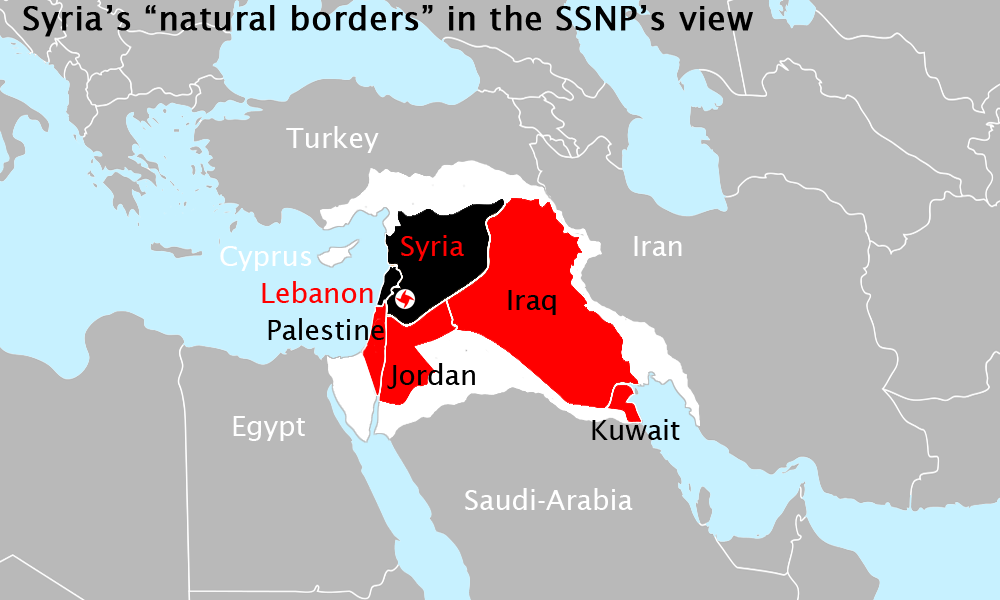
Wielka Syria

Wielka Syria lub arab. ‏الشام‎ (trl. Aš-Šām, trb. Asz-Szam, co jest też potoczną nazwą Wielkiej Syrii i Damaszku) – nazwa regionu na Bliskim Wschodzie, pokrywającego się w dużej mierze z (odnoszonym raczej do starożytności) pojęciem Syropalestyny i, poza granicą wschodnią, z patriarchatem Antiochii sprzed wydzielenia z niej autokefalicznego biskupstwa Cypru i patriarchatu jerozolimskiego.
Wielka Syria składa się z terenów dzisiejszych państw: Syrii, Libanu, Izraela/Palestyny, części Jordanii, półwyspu synajskiego i położonych w Turcji prowincji Hatay (z niegdysiejszą stolicą regionu Antiochią) i Cylicji oraz innych tureckich ziem na północ od współczesnych granic Syryjskiej Republiki Arabskiej, którą określa się nazwą arab. ‏سوريا‎ (trl. Sūriyā, trb. Surija). Naturalnymi granicami Wielkiej Syrii są Morze Śródziemne i granice Egiptu na zachodzie a Eufrat (oddzielający ją od Dżeziry, czyli Górnej Mezopotamii) i Pustynia Syryjska na wschodzie, góry Taurus na północy a Pustynia Syryjska i, na krótkim odcinku, Morze Czerwone na południu.
Według syryjskiej ideologii nacjonalistycznej, rozwiniętej przez założyciela Syryjskiej Partii Socjalno-Narodowej, Antuna Sa’adę (1904–1949), Wielka Syria ma być „środowiskiem geograficznym, w którym rozwinęło się państwo syryjskie”. Sa’ada rozszerzył je dodatkowo o Irak, Kuwejt i Cypr, zwany „Gwiazdą Syrii”. Tak poszerzony region nazywa się niekiedy „Syrakią”. Sa’ada twierdził, iż naturalnymi granicami terytorium Wielkiej Syrii są: góry Taurus na północy, góry Zagros na północnym wschodzie, Morze Czerwone i Pustynia Syryjska na południu, Morze Śródziemne i Kanał Sueski na zachodzie oraz Wielki Nefud i Zatoka Perska na południowym wschodzie. Tereny te znane są także jako tzw. Żyzny Półksiężyc.